# Flugunfall der Lissunow Li-2 CCCP-L4207 der Aeroflot
Der Flugunfall der Lissunow Li-2 CCCP-L4207 der Aeroflot war der dritte von drei Flugunfällen, die sich am 5. November 1946 mit Maschinen der Aeroflot ereigneten. Sie befanden sich alle im Anflug auf den Flughafen Wnukowo und wurden wegen chaotischer Zustände bei der dortigen Flugsicherung so lange in der Luft gehalten, bis eine sichere Landung jeweils nicht mehr möglich war. Bei der Notlandung der Lissunow Li-2 CCCP-L4207 starb ein Passagier, die übrigen 25 Insassen überlebten.
48 Minuten zuvor war bereits die Lissunow Li-2 CCCP-L4181 zu Boden gegangen, 25 Minuten vor dem Absturz dann die Douglas DC-3 CCCP-L946.

## Flugzeug
Das Flugzeug war eine 1945 gebaute Lissunow Li-2. Das Flugzeug absolvierte seinen Erstflug im Mai 1945. Bei diesem Flugzeugtyp handelte es sich um einen sowjetischen Lizenznachbau der Douglas DC-3. Die Maschine trug das Luftfahrzeugkennzeichen CCCP-L4207 und die Werknummer 18420908. Sie wurde von zwei luftgekühlten 9-Zylinder-Sternmotoren vom Typ M-62IR angetrieben. Bis zum Zeitpunkt des Unfalls hatte die Maschine eine kumulierte Betriebsleistung von 1290 Betriebsstunden absolviert.

## Passagiere, Besatzung und Flugplan
Mit der Lissunow Li-2 CCCP-L4207 der Aeroflot sollte am 5. November ein Personenflug vom Flughafen Vilnius nach Moskau-Wnukowo durchgeführt werden. Anschließend sollte die Maschine durch die Besatzung für Wartungsarbeiten nach Tiflis überführt werden. Den Flug hatten 22 Passagiere angetreten, zudem befand sich eine vierköpfige Besatzung an Bord der Maschine, bestehend aus einem Flugkapitän, einem Ersten Offizier, einem Flugingenieur und einem Flugbegleiter.

## Unfallhergang
In der Region Moskau herrschten seit Tagen schwierige Wetterbedingungen. Am 5. November 1946 veröffentlichte der Wetterdienst des Flughafens Wnukowo eine unzutreffende Prognose, wonach sich die Sichtbedingungen in der Region Moskau zwischen 15 und 17 Uhr verbessern sollten. Die Meldung irritierte die Besatzungen der anfliegenden Maschine. Zudem versäumte es die Flugsicherung, Maschinen zu Ausweichflughäfen in Solnetschnogorsk oder Klin umzuleiten. Dies führte dazu, dass sich zeitweise bis zu 17 Maschinen gleichzeitig im Anflug auf Wnukowo befanden. Dieser rege Flugbetrieb überforderte die Fluglotsen in Wnukowo, sie ließen viele Maschinen erst Warteschleifen fliegen, ehe sie die Freigabe zum Anflug erteilten.
Die Lissunow Li-2 CCCP-L4207 war auf Anweisung der Flugsicherung bis 17:45 Uhr etwa 75 Minuten lang Warteschleifen über Moskau geflogen, als sie die Freigabe zur Landung erhielt. Der automatische Funkkompass der Maschine war defekt, der Anflug wurde mithilfe des Überwachungsradars durchgeführt. Die Piloten machten fünf Fehlanflüge und erhielten vom Fluglotsen innerhalb dieser Zeit insgesamt mehr als 60 Funkpeilungen. Beim fünften Anflug war der Treibstoff der Maschine vollständig verbraucht. Nachdem die Lissunow an Höhe verloren hatte, kollidierte sie mit Lichtmasten und fiel um 18:55 Uhr am Rande des Flughafengeländes, vor dem Haupteingang des Flughafenterminals von Wnukowo und nur 60 Meter vom Gebäude entfernt, zu Boden. Das Cockpit brach zusammen, der Rumpf riss zwischen der 32. und 33. sowie zwischen der 43. und 44. Rippe auseinander. Ein Passagier starb, mehrere andere Passagiere und Besatzungsmitglieder wurden verletzt.

## Ursachen
Die Ursachen des Unfalls führten die Ermittler im Wesentlichen auf fünf Faktoren zurück:
- Eine unzureichend fundierte, fehlerhafte Wettervorhersage, die von den Mitarbeitern der Wetterstation Wnukowo zwischen 12 und 17 Uhr erstellt wurde. Die Wettervorhersage wurde nicht in Übereinstimmung mit den beobachteten Wetterverhältnissen erstellt und nicht rechtzeitig korrigiert, obwohl sich das Wetter nicht wie vorhergesagt besserte.
- Die Freigabe von Flügen von den Abflughäfen nach dem Ermessen der dort zuständigen Personen ohne Absprache mit dem Flughafen Wnukowo. Aufgrund dieses Umstandes lag der Flugsicherung in Wnukowo kein genauer Zeitplan für die Ankunftszeiten von Flugzeugen vor.
- Die Disziplinlosigkeit einiger Flughafenleiter an den Abflughäfen, insbesondere der des Flughafens Vilnius, welcher entgegen den Bestimmungen mindestens 30 Minuten vor Sonnenuntergang noch Flugzeuge nach Moskau abfliegen ließ. Die in Vilnius gestartete Lissunow Li-2 CCCP-L4207 war darüber hinaus mit defekten Navigationsgeräten vom Flughafen Vilnius aus gestartet. Die aufgrund dieser Umstände zahlreichen Fehlanflüge der Maschine behinderten den Flugbetrieb am Flughafen Wnukowo.
- Die schlecht organisierten Arbeitsabläufe sowohl am Flughafen Wnukowo als auch bei der Fluggesellschaft Aeroflot.
- Das orientierungslose Vorgehen der Flugsicherung am Flughafen Wnukowo, die die Versäumnisse der Abfertiger an den Abflughäfen nicht durch Umleitungen von Flügen korrigierte, sodass sich eine große Anzahl von Flugzeugen bei Einbruch der Dunkelheit im Luftraum über dem Flughafen befand.